# Serie (stratigrafia)
La serie è un'unità cronostratigrafica gerarchica. È suddivisa in piani (di norma da due a sei).
L'unità geocronologica corrispondente è l'epoca.